# Gezel
Een gezel (de klemtoon valt op de laatste lettergreep) was vroeger iemand die doende was een beroep te leren. Hiervan afgeleid wordt de term gezel ook nog gebruikt bij sommige beroepsopleidingen, en in een aantal meer symbolische situaties.

## Etymologie
Het woord gezel is waarschijnlijk uit het Duits afkomstig. Reeds in het Oudhoogduits bestond een verwant woord, dat "huisgenoot" betekende: de wortel van het woord zaal zit daar nog in. Zo moet de oorspronkelijke betekenis worden gezocht in de richting van "iemand met wie men een huis deelt" of wel "iemand met wie men samen is".

## Beroepsopleiding

### Historisch
Deze persoon, vrijwel altijd een man, werd lid van een gilde. In eerste instantie begon hij te werken als leerling. Wanneer hij zich (na twee of drie jaar) een waardig lid van het gilde had getoond, werd aansluiting gevonden bij een meester in dat gilde, met wie hij dan als gezel nauw ging samenwerken om het beroep tot in de finesses te leren. Vaak was dat dezelfde meester bij wie hij al leerling was geweest. De meester was verplicht hem alles te leren wat hij zelf beheerste.
Overigens was het aantal leerlingen en gezellen dat één meester tegelijkertijd mocht opleiden, aan beperkende afspraken onderhevig. Dit had te maken met concurrentie-overwegingen: het gilde vond het doorgaans ongewenst dat er te veel vakgenoten zouden komen.
Na een training van opnieuw enkele jaren, en het produceren van een bewijs van meesterschap kon de gezel zichzelf meester noemen en zich als zodanig vestigen. Op deze regel was een aantal uitzonderingen.
- Sommigen bleven hun leven lang gezel. Dit kan zijn oorzaak hebben gevonden in gebrek aan ambitie, maar ook in gebrek aan aanleg. Dit overkwam bijvoorbeeld de zoon van de beroemde schilder Jacob van Ruisdael, Isaäck, die zijn leven lang schildersgezel bleef.
- Bovendien bracht het meesterschap maatschappelijke eisen met zich mee: voldoende middelen om een eigen "winkel" (zoals dat heette) in te richten, of de gehuwde staat. Van een meester werd verwacht dat hij, anders dan een vrijgezel, getrouwd was.
- Het komt ook wel voor dat één "winkel" onder leiding stond van twee meesters, en wellicht is de ene dan opgeklommen van gezel tot "meesterknecht"; of hij heeft collegiale aansluiting gezocht bij een andere meester.
- De jonge meester kon op reis gaan door Europa: dan werd hij "reizend gezel" of "reizend meestersgezel".

Het bewijs van meesterschap (de meesterproef) werd niet altijd gevergd: in de loop van de zestiende eeuw werd het in het schildersgilde al voldoende indien een gezel tijdens zijn opleiding genoeg goed werk had geleverd. Ter onderscheid mocht daarom een schildersleerling zijn werk nog niet signeren.

### Huidige tijd
Ook tegenwoordig zien we het begrip "gezel" nog in deze betekenis: een handwerksman of -vrouw onder een baas. Men heeft het bijvoorbeeld over de "meester en zijn gezellen". Zo intens als in de middeleeuwen, toen de gehele opleiding in aanwezigheid van de meester plaatsvond, is de samenwerking echter niet meer. Bij de dekdienst op schepen kende men de scheepsgezel. Veel van het onderricht is in de loop der jaren overgenomen door scholen.
In bepaalde beroepen is "gezel" een door een vakexamen verworven rang in een ambacht, bijvoorbeeld een gezel-timmerman. Een equivalent vindt men ook bij loodgieters en elektriciens, waar een tijd samenwerken met een gediplomeerd vakman deel uitmaakt van de opleiding.

## Afgeleid gebruik
Het gebruik van het begrip gezel is in de loop der jaren veralgemeniseerd naar dat van makker, kameraad of reisgenoot, zoals in metgezel en levensgezel. Een jong, ongebonden (i.e. vrij) persoon is een vrijgezel(lin). Gezel is ook de basis van woorden als gezellig(heid) en gezelschap.
In de vrijmetselarij en bij wicca maakt men ook gebruik van de graden leerling, gezel en meester.

## Noot
1. ↑  Hoogerwerff, G.J. (1947): De geschiedenis van de St. Lucasgilden in Nederland. Amsterdam: P.N.van Kampen & Zoon N.V.